# Australische Badmintonmeisterschaft 2009
Die Australische Badmintonmeisterschaft 2009 fand vom 27. bis zum 29. August 2009 in Hobart statt. 

## Sieger und Platzierte
| Disziplin    | Gold                           | Silber                          | Bronze                        |
| ------------ | ------------------------------ | ------------------------------- | ----------------------------- |
| Herreneinzel | Nicholas Kidd                  | Chad Whitehead                  | Wesley Caulkett               |
| Herreneinzel | Nicholas Kidd                  | Chad Whitehead                  | Jobett Hereli                 |
| Dameneinzel  | Renuga Veeran                  | Leanne Choo                     | Leisha Cooper                 |
| Dameneinzel  | Renuga Veeran                  | Leanne Choo                     | Erica Pong                    |
| Herrendoppel | Ben Walklate Glenn Warfe       | Saliya Gunaratne Chad Whitehead | Matthew Gillie Brent Munday   |
| Herrendoppel | Ben Walklate Glenn Warfe       | Saliya Gunaratne Chad Whitehead | Craig Cassidy Wesley Caulkett |
| Damendoppel  | Erin Carroll Renuga Veeran     | Leanne Choo Kate Wilson-Smith   | Spoorti Rattan Talia Saunders |
| Damendoppel  | Erin Carroll Renuga Veeran     | Leanne Choo Kate Wilson-Smith   | Shevaun Moody Aimi Sakamoto   |
| Mixed        | Ben Walklate Kate Wilson-Smith | Raj Veeran Renuga Veeran        | Chad Whitehead Leanne Choo    |
| Mixed        | Ben Walklate Kate Wilson-Smith | Raj Veeran Renuga Veeran        | Glenn Warfe Erin Carroll      |